# Avinguda Diagonal

Avinguida Diagonal på en karta över centrala Barcelona.

Avinguda Diagonal, i folkmun ofta benämnd la Diagonal, är en huvudgata som går tvärs igenom Barcelona. Den är cirka 11 kilometer lång och 50 meter bred.
Avenyn är en central transportled i det centrala 1800-talsdistriktet Eixample, och i väst genomlöper det distriktet Les Corts.